# ألفونس جبريل
ألفونس جبريل (بالألمانية: Alfons Gabriel)‏ هو مستكشف وجغرافي وكاتب نمساوي، ولد في 4 فبراير 1894 في بيرون في التشيك، وتوفي في 1976 في فيينا في النمسا.